# Río Mina Clavero
Río Mina Clavero är en flod i Argentina.   Den är belägen i provinsen Córdoba, i den centrala delen av landet, 700 km nordväst om huvudstaden Buenos Aires. Floden rinner upp i Pampa de Achala och mynnar ut i Rio de Los Sauces. 
Omgivningen kring Río Mina Clavero består i huvudsak av gräsmarker och är glesbefolkat, med 11 invånare per kvadratkilometer.